# Ellen Barrett
Ellen Marie Barrett OSB (* 10. Februar 1946 in Lawrence, Kansas), auch Sr. Helena, ist eine Priesterin der Episkopalkirche der Vereinigten Staaten. Sie war die erste offen lesbische Frau, die zur Priesterin geweiht wurde, nachdem der Generalkonvent der Episkopalkirche 1977 die Ordination von Frauen genehmigt hatte. Barretts Offenheit in Bezug auf ihre Homosexualität löste innerhalb der Kirche große Kontroversen aus. Schon vor ihrer Ordination war sie eine prominente Sprecherin für die Rechte von Schwulen und Lesben in der Kirche, insbesondere in Bezug auf deren Ordination.

## Jugend und Werdegang
Barret wurde in Lawrence, Kansas, geboren und in der Episkopalkirche getauft. Ihre Eltern waren Linton Lomas Barrett und Marie Hamilton McDavid; ihr Vater war Diplomat. Sie absolvierte eine Reihe von Privatschulen und arbeitete als Bibliothekarin an der New York Public Library. Sie konvertierte als Studentin zum Katholizismus und lebte eine Zeit lang mit einem katholischen Missionsorden. Nach einigen Jahren wurde sie wieder Mitglied der Episkopalkirche. Vor ihrer Priesterweihe diente sie als Diakonin in der Diözese New York. Sie war Gründungsmitglied und erste Co-Präsidentin von Integrity, einer Gruppe, die sich für die volle Beteiligung von Lesben, Schwulen und Bisexuellen in der Kirche einsetzt. Von Professoren am General Theological Seminary erhielt sie Empfehlungsschreiben, die ihre akademische, theologische und persönliche Redlichkeit bestätigten.
Barrett wurde 1975 in der St. Peter’s Church in Chelsea, New York City, zur Diakonin geweiht. Später wurde sie 1977 von Bischof Paul Moore in der Kirche der Heiligen Apostel (New York) zur Priesterin geweiht. Bischof Moore war sich ihrer sexuellen Orientierung bewusst und war nicht der Ansicht, dass sie deshalb von der Ordination ausgeschlossen werden sollte.
Sie promovierte 1986 an der New York University über monastische Orden im Mittelalter. Sie lebte wiederholt als Postulantin in anglikanischen Klöstern, legte aber keine Gelübde ab. Später wurde sie Benediktinerin bei den Companions of Our Lady and St. Mungo, einer Gemeinschaft in der Diözese Glasgow und Galloway der schottischen Episkopalkirche. Ihre feierlichen Gelübde legte sie vor Bischof Kevin Pearson ab. Im Jahr 2021 war Barrett Pastorin an der St Mary’s Episcopal Cathedral in Glasgow.

## Persönliche Ansichten
Barrett griff auf das Beispiel von Rosa Parks zurück, das sie für den Feminismus ebenso treffend fand wie für die Bürgerrechte, und erklärte: „Ich erinnere mich an die Antwort von Frau Rosa Parks, warum sie sich an jenem Tag in den Bus gesetzt hat: ‚Ich weiß nicht, ich bin wohl einfach müde‘. Ja, müde.... Müde davon, ein Mädchen zweiter Klasse zu sein, ein braves Mädchen, eine ‚jungfräuliche Hure‘, von Natur aus defekt. Ich bin es leid, mir sagen zu lassen, dass der allmächtige Gott mich nicht zum Priestertum berufen kann.“

## Reaktion auf ihre Weihe
Barretts Ordination stieß auf breite Kritik und Proteste innerhalb der Episkopalkirche. Bischof Moore erklärte, von 42 Briefen, die er von anderen Bischöfen erhalten habe, seien zehn befürwortend und zweiunddreißig kritisch gewesen. Bischof William C. Frey aus Colorado erklärte, es gebe bessere Möglichkeiten, Homosexuellen zu dienen, als „das zu segnen, was Gott zur Erlösung anbietet“. Moore erzählte, dass seine Mitbischöfe nicht so sehr Barretts sexuelle Orientierung als störend empfanden, sondern vielmehr ihre Offenheit als Lesbe.
Elf Jahre nach ihrer Ordination wurde im Januar 1988 der erste offen homosexuelle Mann, Philip Lance, ohne Medienberichterstattung ordiniert. Ein Jahr später wurde Robert Williams unter großem Medieninteresse ordiniert.
In den Monaten nach ihrer Priesterweihe berichteten Medien oft darüber und verurteilten die Handlung häufig. Neun Monate später trat die Bischofskonferenz in Port St. Lucie zusammen und verabschiedete eine Resolution, in der Homosexualität als biblisch verboten bezeichnet und die Ehe als ausschließlich heterosexuell definiert wurde. Es kam allerdings keine Rüge für Bischof Moore für die Ordination zustande. Die Bischofsversammlung verabschiedete eine „Gewissensklausel“, die den Bischöfen das Recht einräumte, die Priesterweihe einer bestimmten Person aus Gewissensgründen abzulehnen. Die Bischöfe konnten es ablehnen, Frauen, Homosexuelle, unverheiratete Lebenspartner und andere zu weihen. Dieser Gewissensgrundsatz veranlasste in den 1980er Jahren eine wachsende Zahl von Bischöfen dazu, „geoutete“ Homosexuelle zu weihen.